# آتشکده کرمان
آتشکده کرمان مربوط به دوره پهلوی اول است و در کرمان، خیابان زریسف، خیابان برزو آمیغی واقع شده و این اثر در تاریخ ۱۰ مهر ۱۳۸۰ با شمارهٔ ثبت ۴۱۹۰ به‌عنوان یکی از آثار ملی ایران به ثبت رسیده است. در این بنا که تاریخ ساخت آن به سال ۱۳۰۳ خورشیدی می رسد، علاوه بر اتاق آتش،موزه مردم شناسی زرتشتیان، کتابخانه و همچنین سالن اجتماعات نیز وجود دارد. 

## آتش آتشکده کرمان
در کتاب زرتشت و زرتشتیان تاریخچه این آتش چنین آمده است:
«پس از استقرار حکومت ایلخانان در ایران، برخي از زرتشتيان و موبدان گوشه و كنار ايران كه پس از حملات اولیه مغولان آواره شده بودند، به دهكده‌اي كوچك در كُنجِ شمال‌ِغربيِ يزد به نام «تُرك‌آباد» -كه يك آتشكده كهنِ آناهید، هنوز در آن‌جا سالم و از گزند حوادثِ روزگار مصون مانده بود- كوچيدند و «آتش بهرام» خود را نيز در روستاي مجاور كه «شريف‌آباد» نام داشت، در خانه‌اي محقّر و آجري قرار دادند . تُرك‌آباد و شريف‌آباد از اين زمان به مهمترين مركز تجمع زرتشتيان تبديل شد. اين آتش مقدس كه در زمان ساسانيان و به فرمان موبد ِموبدان "كرتير" افروخته شده بود و در پرستشگاهي در استخر قرار داشت در گذر تمام اين سال‌ها با كوشش زرتشتيان روشن مانده بود، از پیچ و خم روزگار گذشته و اينك در اين مكان گمنام قرار گرفت. اين آتش بهرام که از اوایل دوران ساسانی به طور مداوم فروزنده بود، از این زمان در این مکان امن باقی‌مانده و تا امروز، همچنان به عنوان «مقدس‌ترين آتش زرتشتيان» در «انجمن زرتشتيان یزد» و «آتشکده کرمان» برافروخته است.

## نگارخانه

### آتشکده

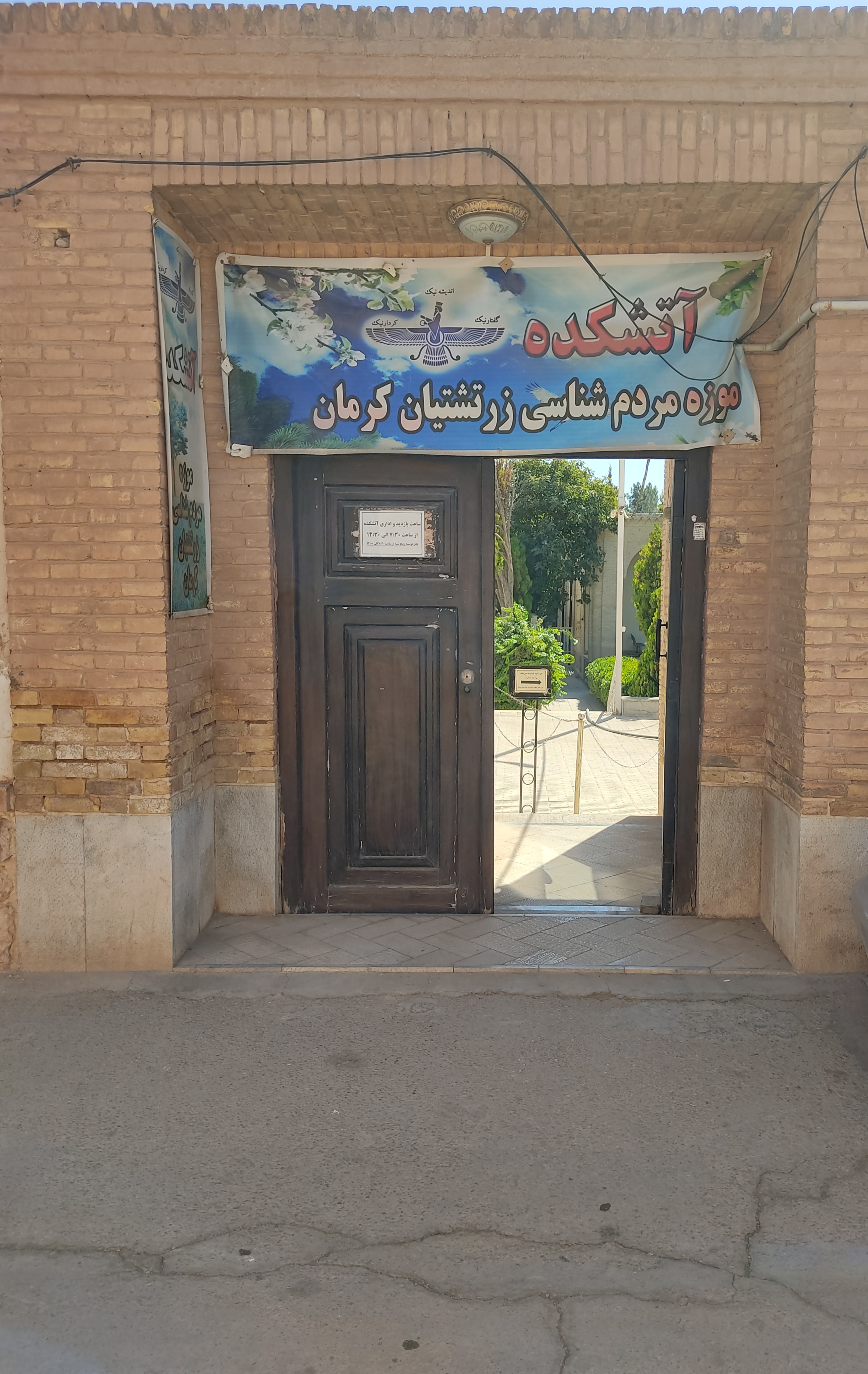
ورودی آتشکده کرمان
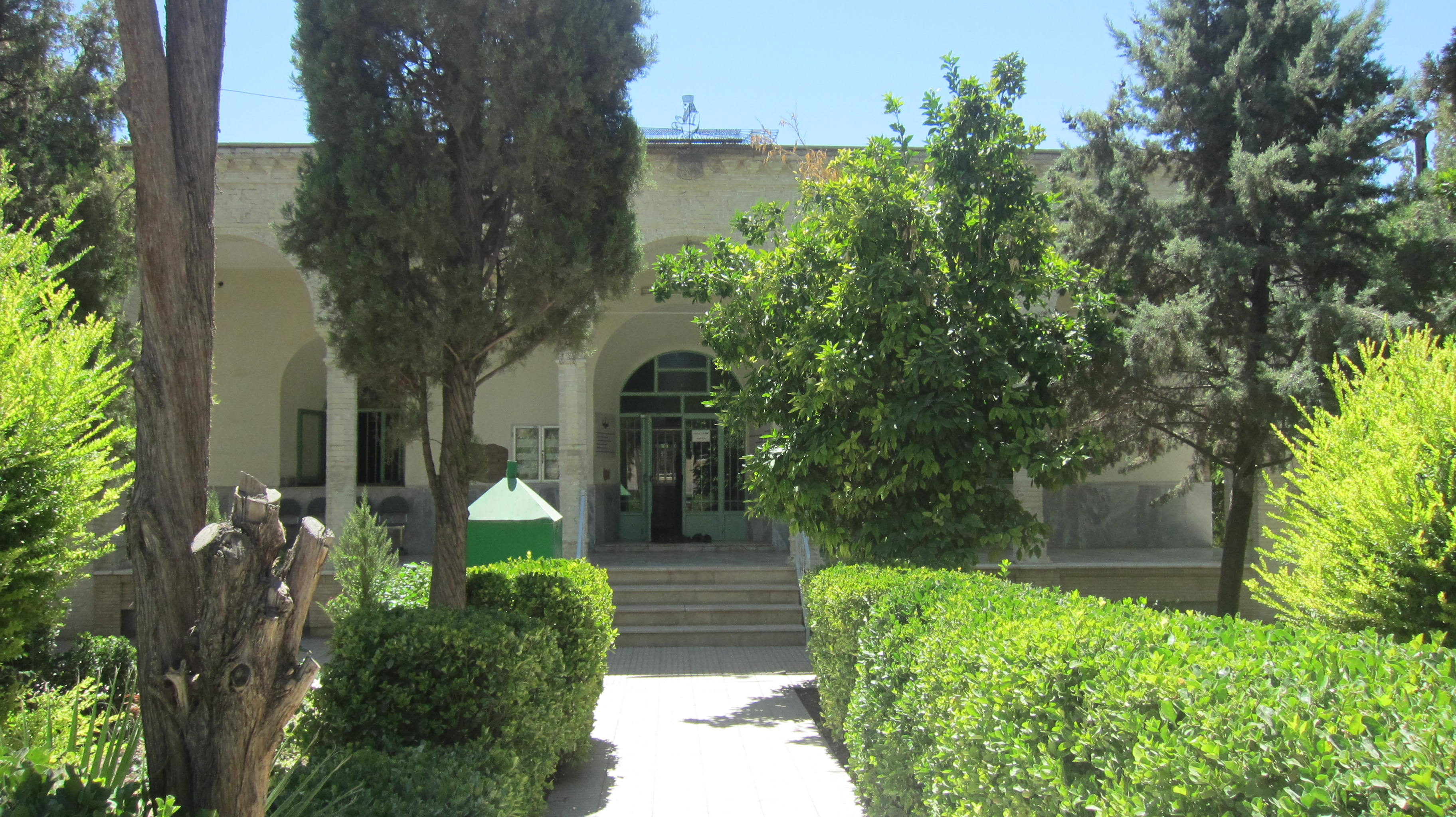
نمایی از ساختمان آتشکده
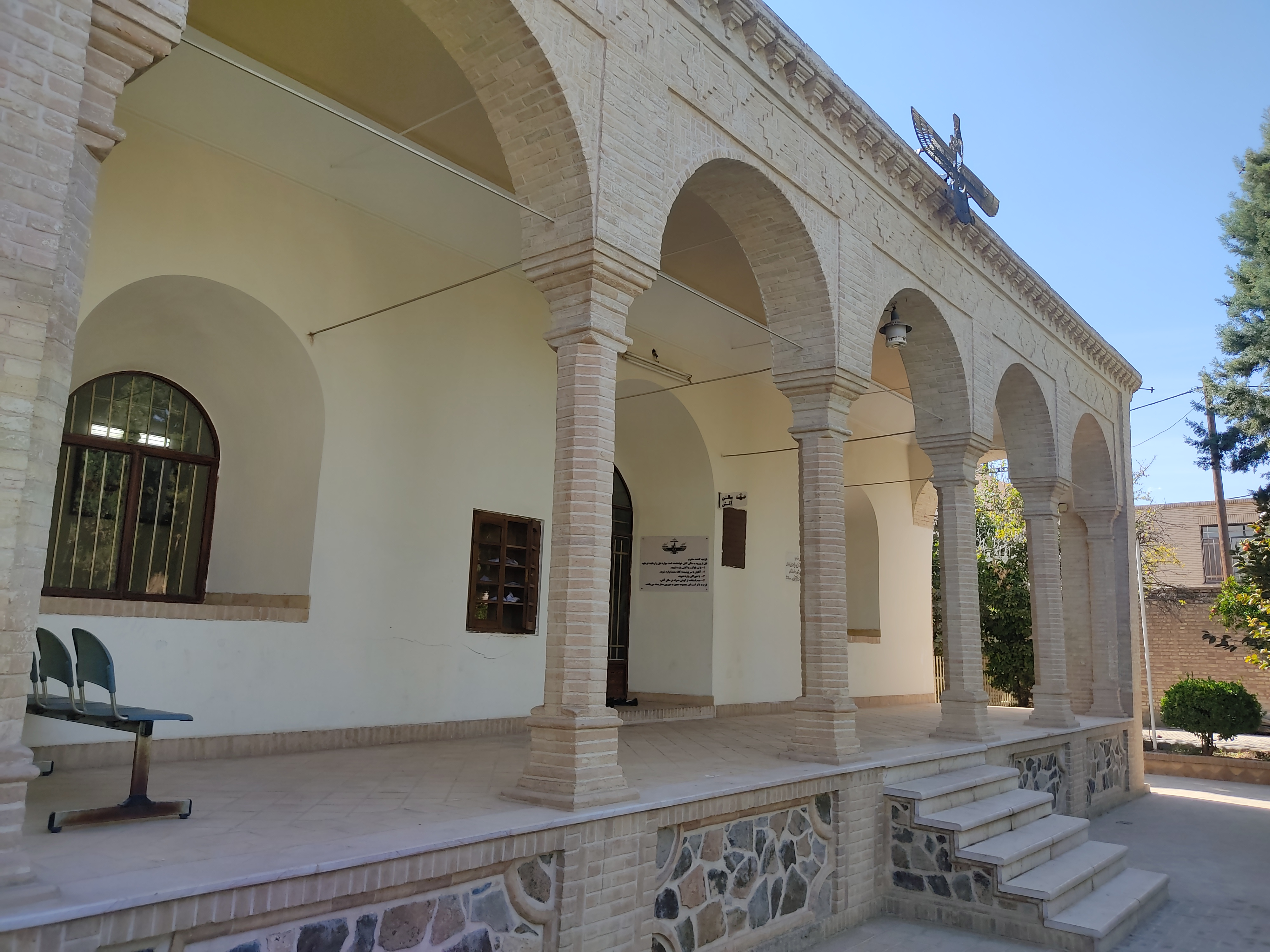
نمایی از ساختمان آتشکده
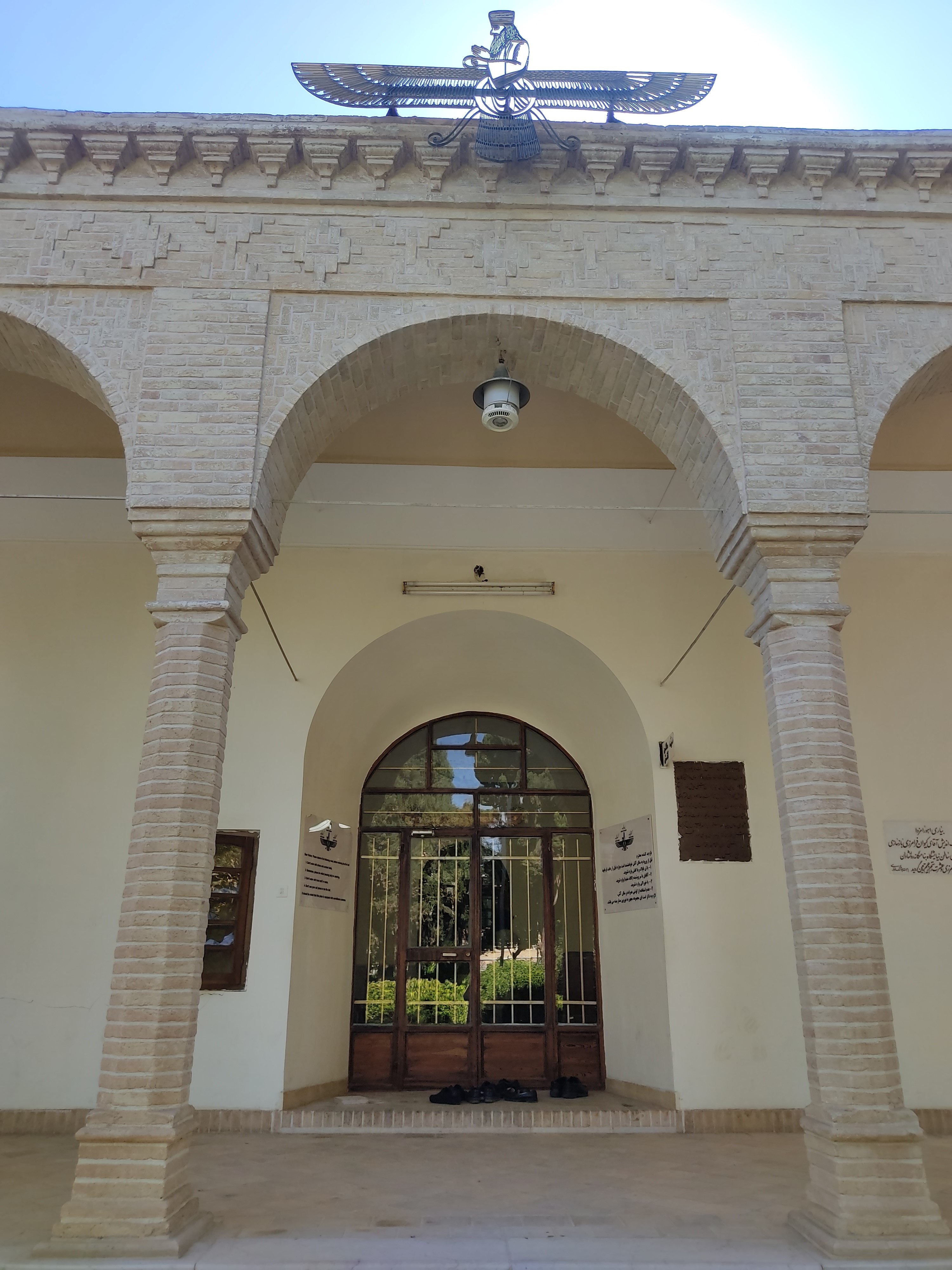
ورودی آتشکده
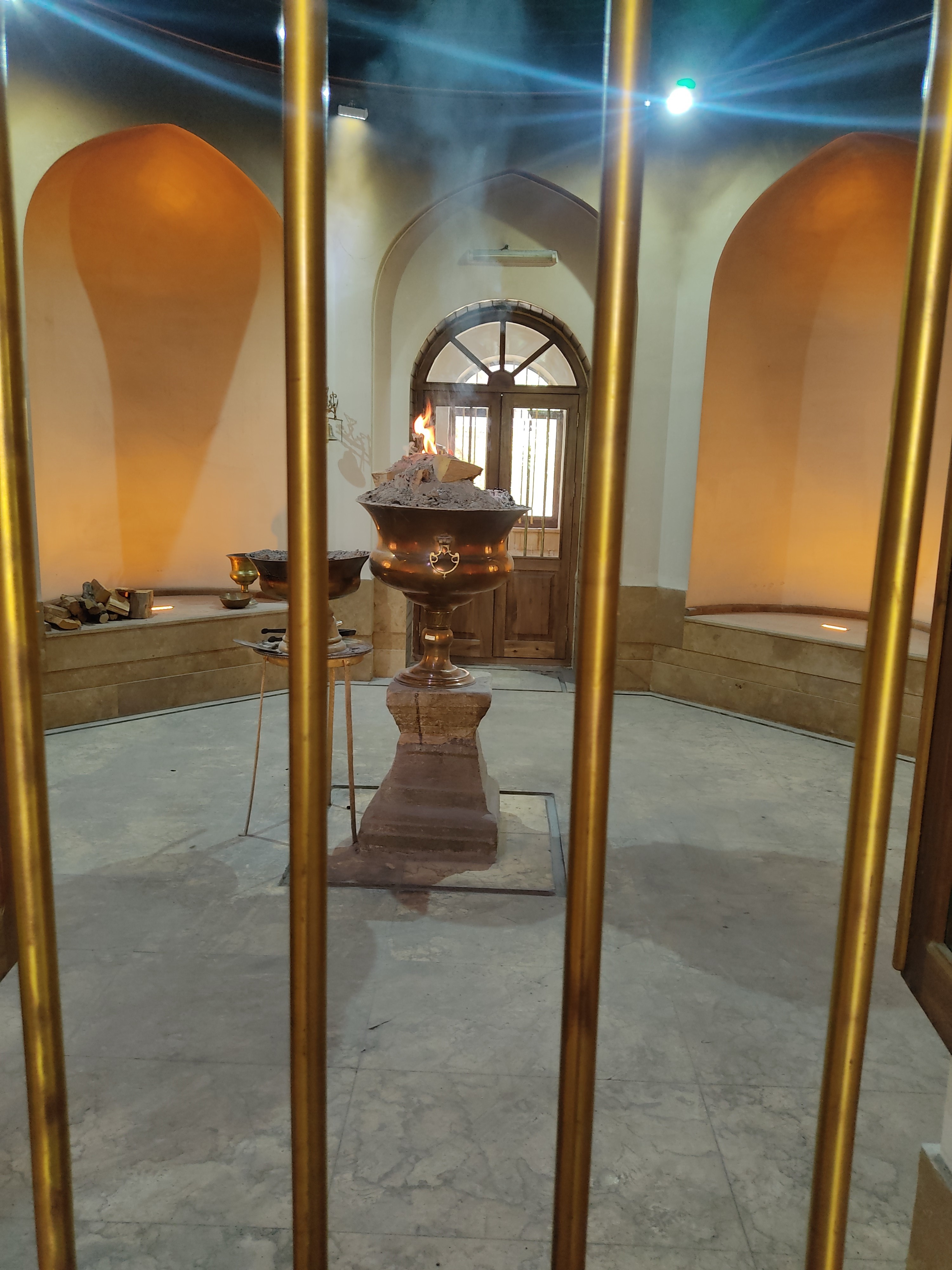
اتاق اصلی آتشکده
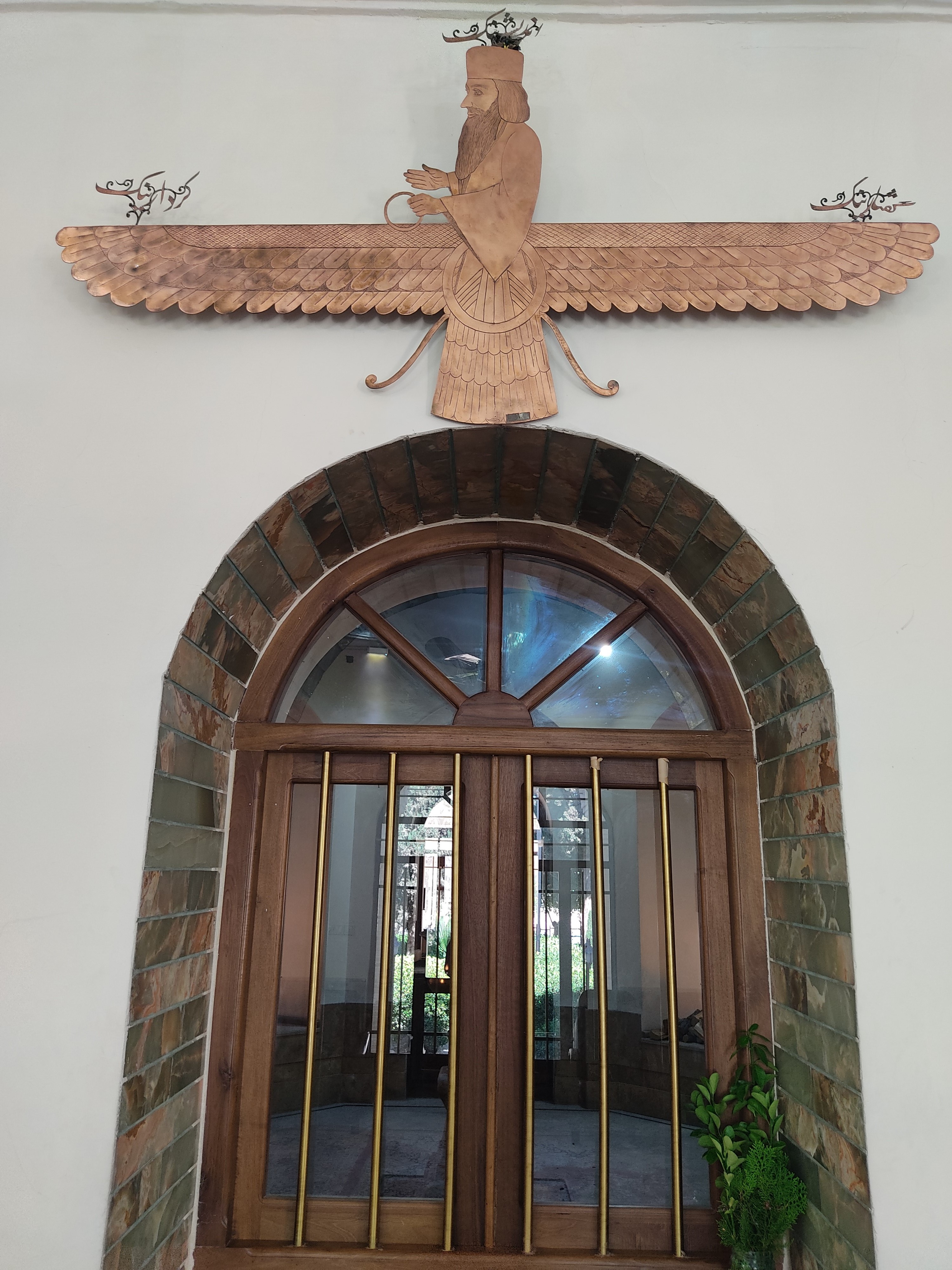
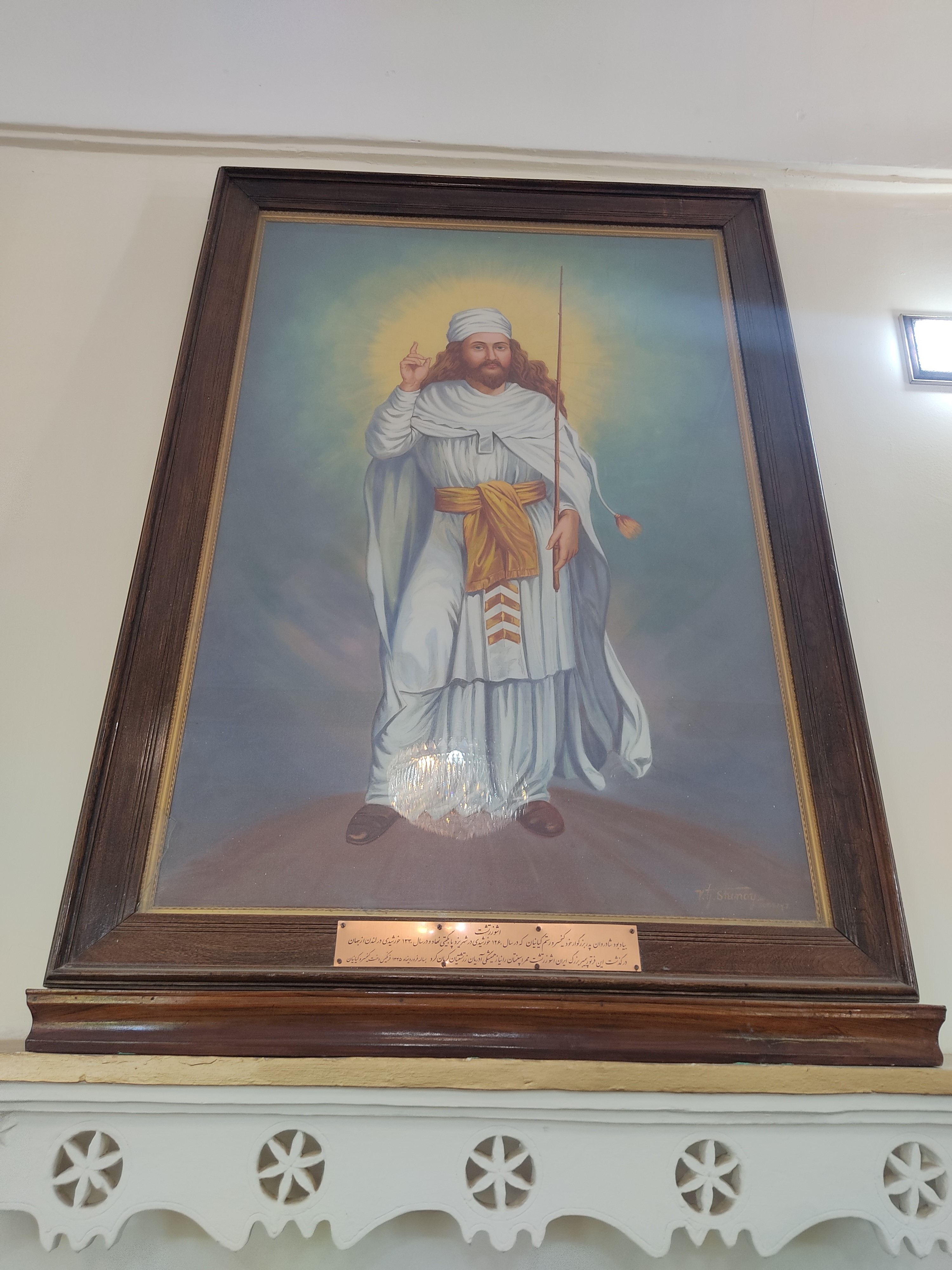
تابلو زرتشت در داخل آتشکده

### موزه مردم‌شناسی

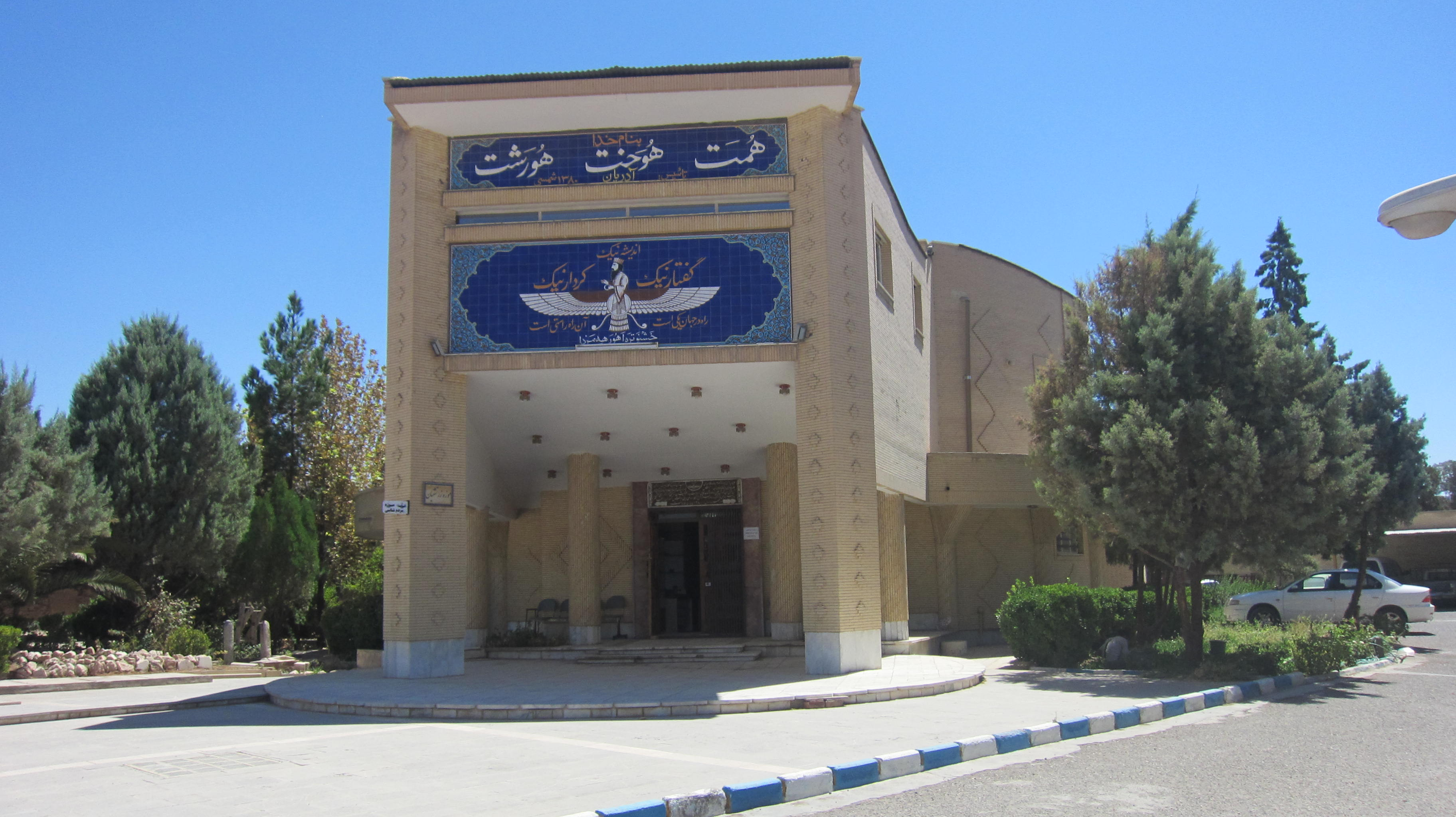
نمای موزه مردم‌شناسی آتشکده کرمان
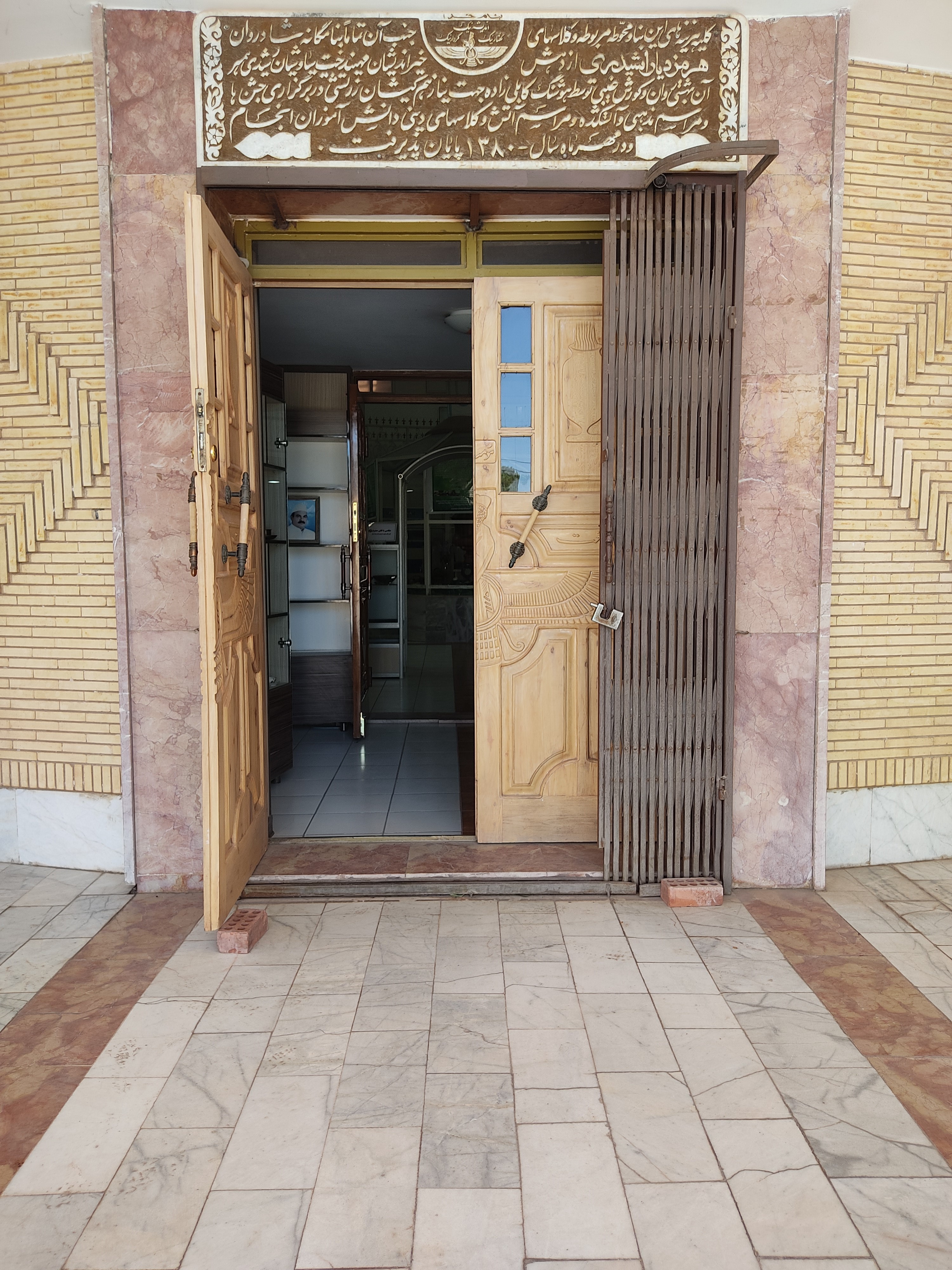
ورودی موزه مردم‌شناسی آتشکده کرمان
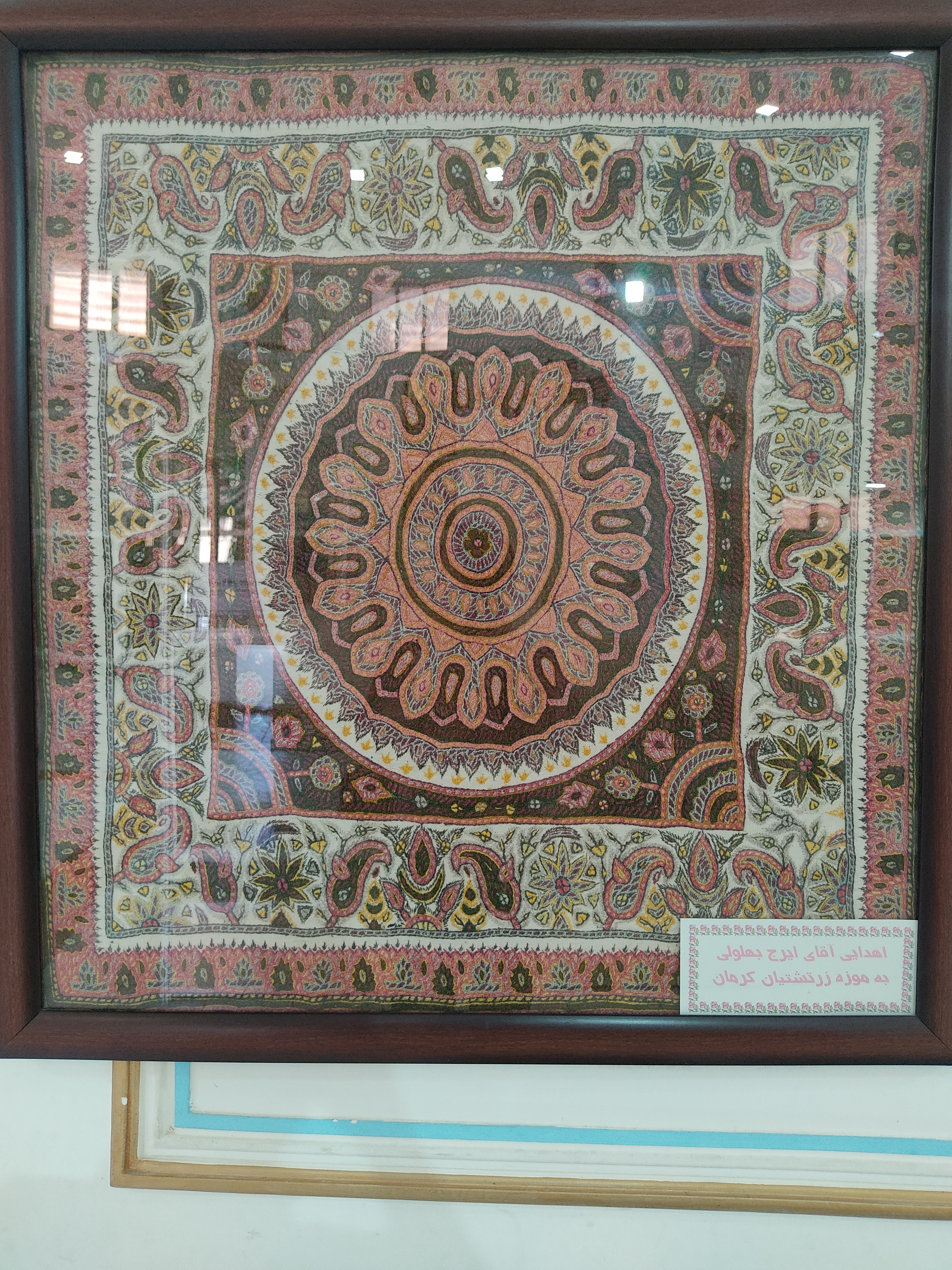
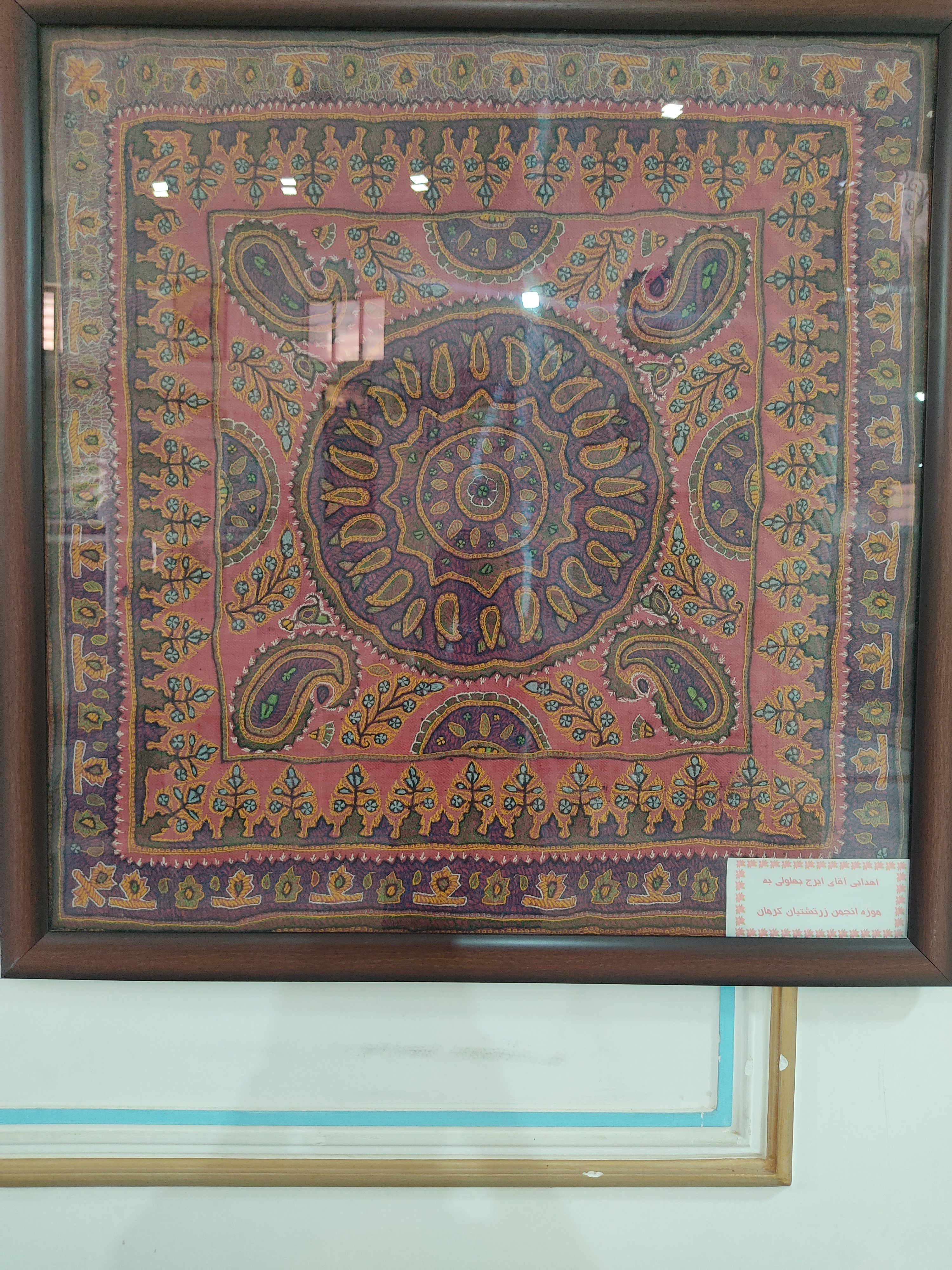
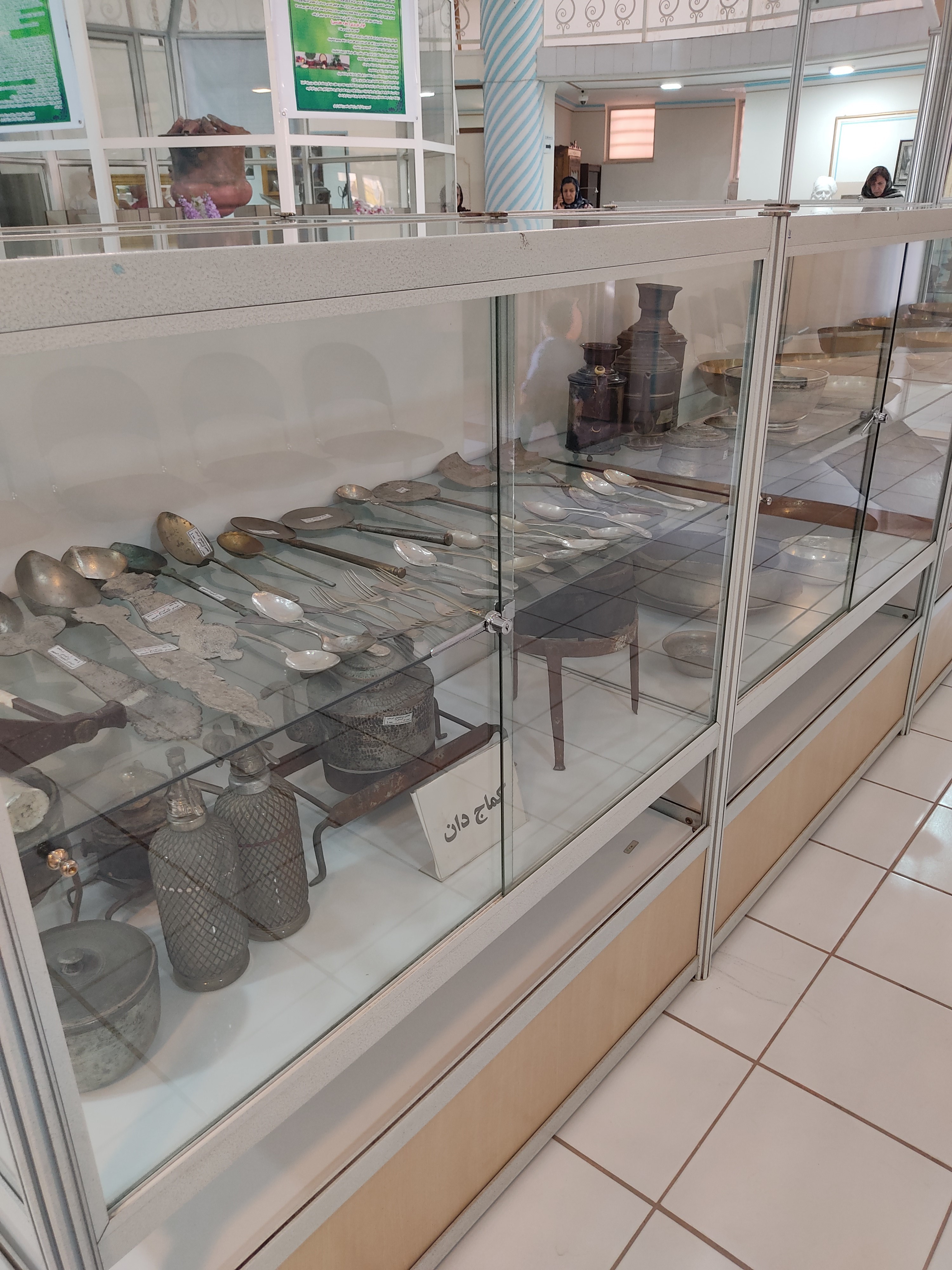
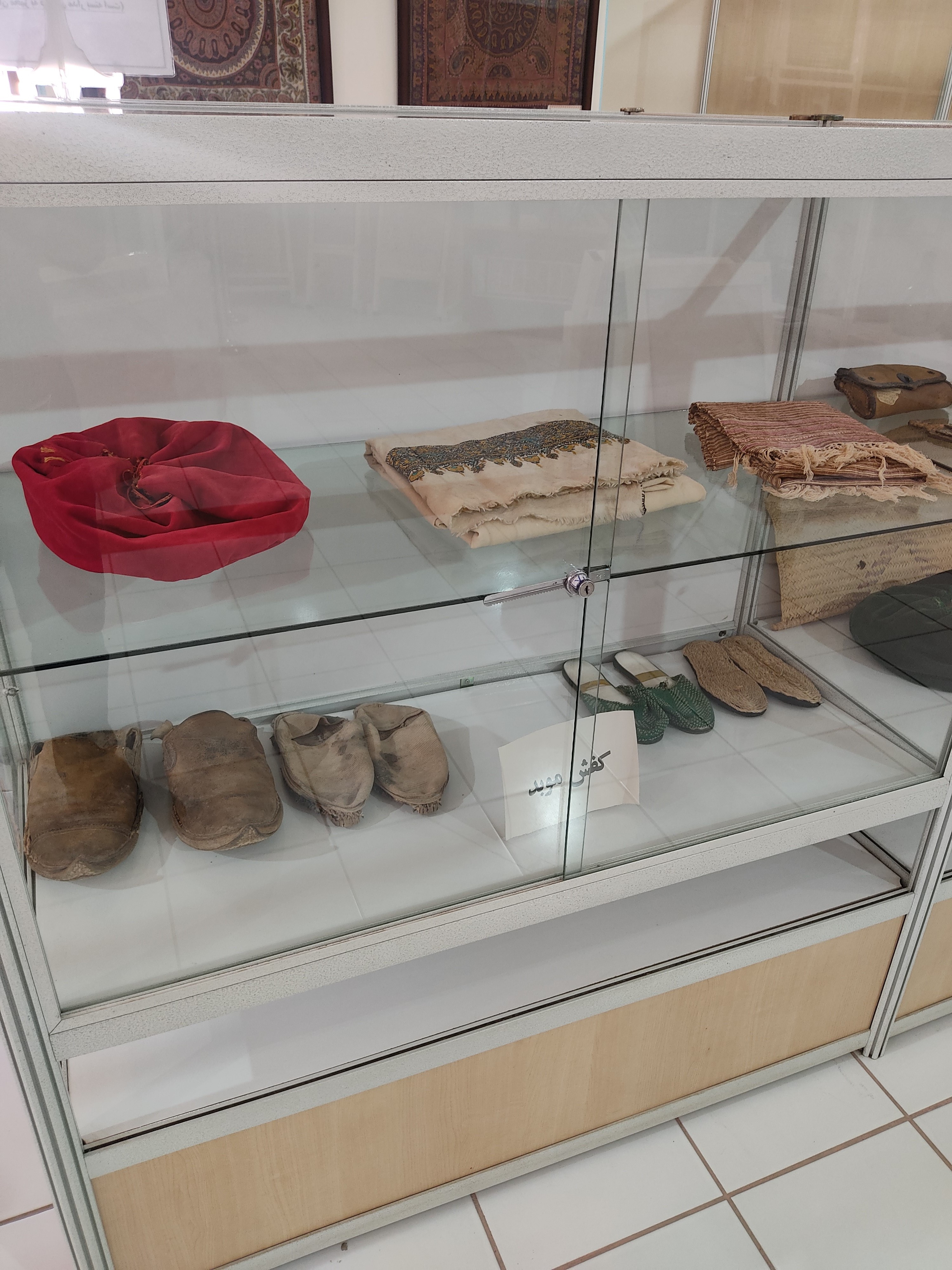
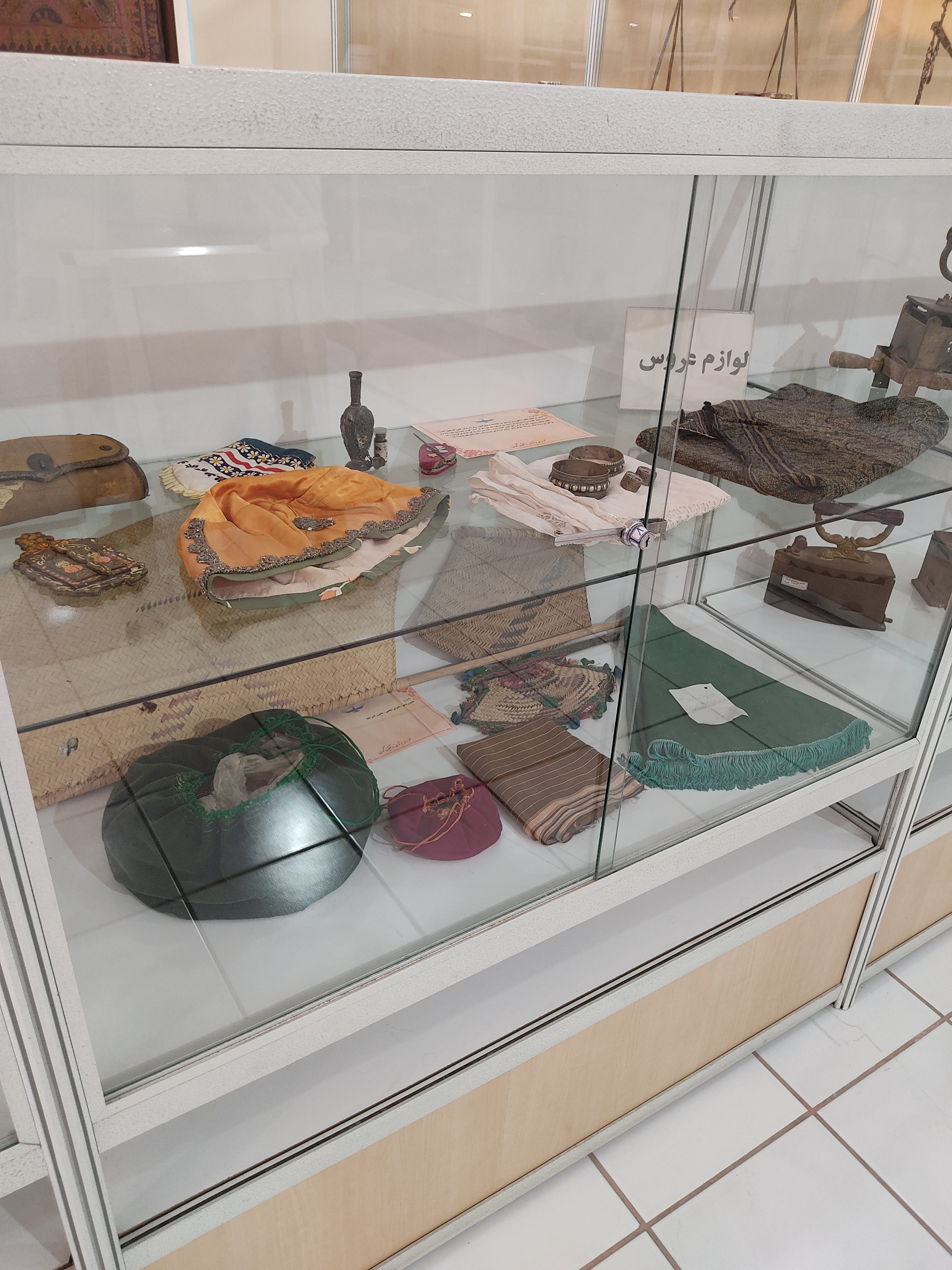
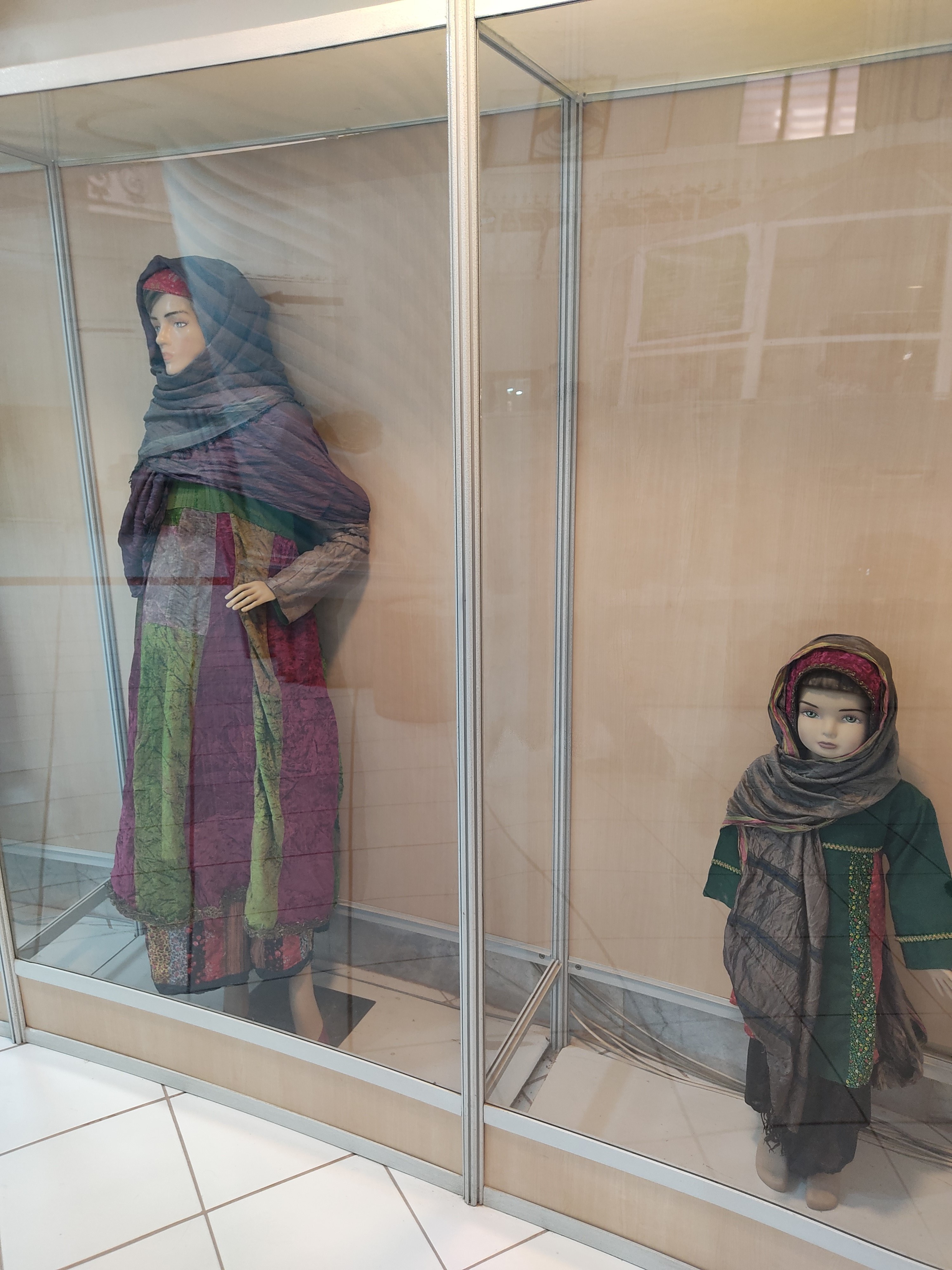
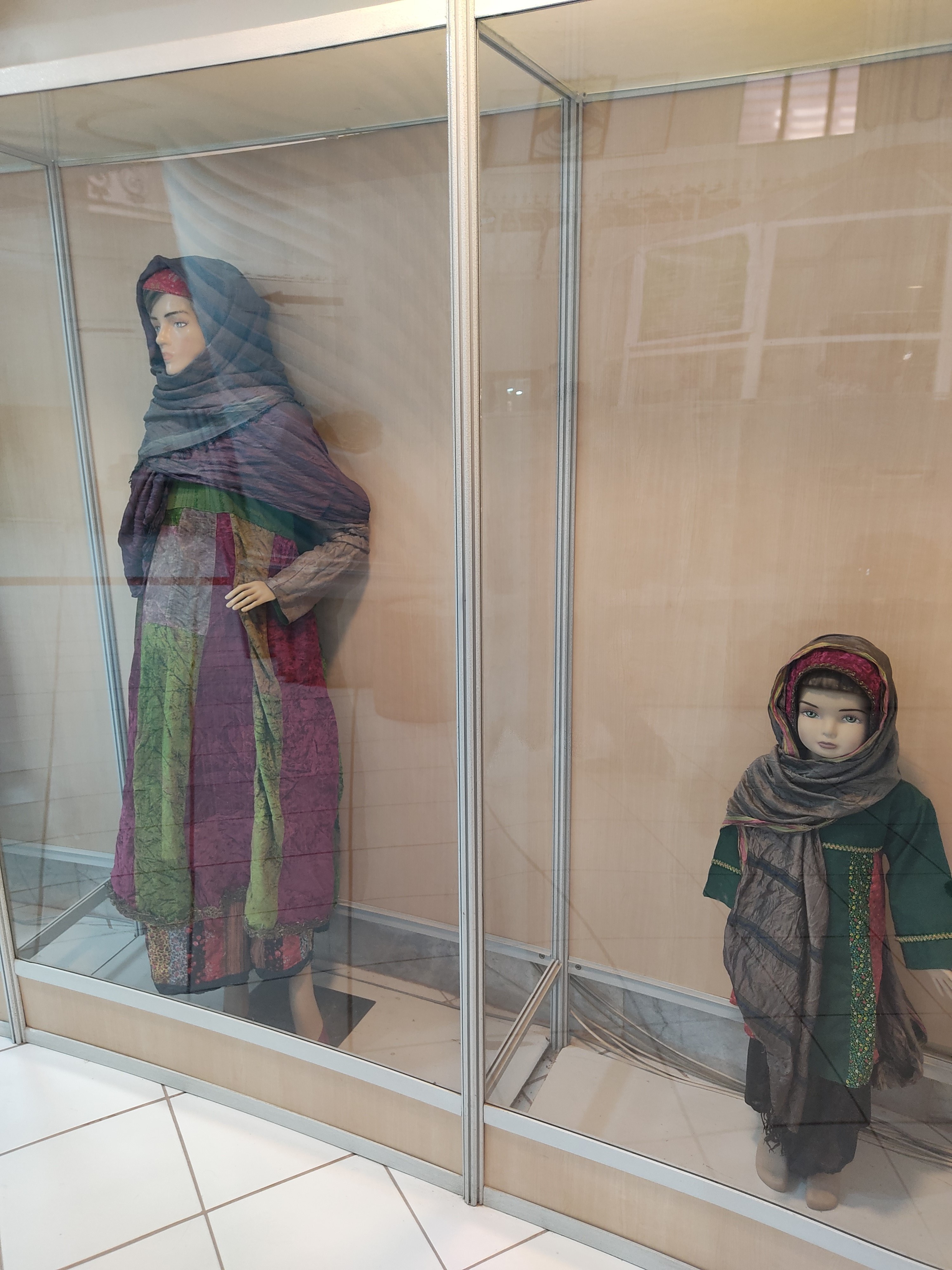
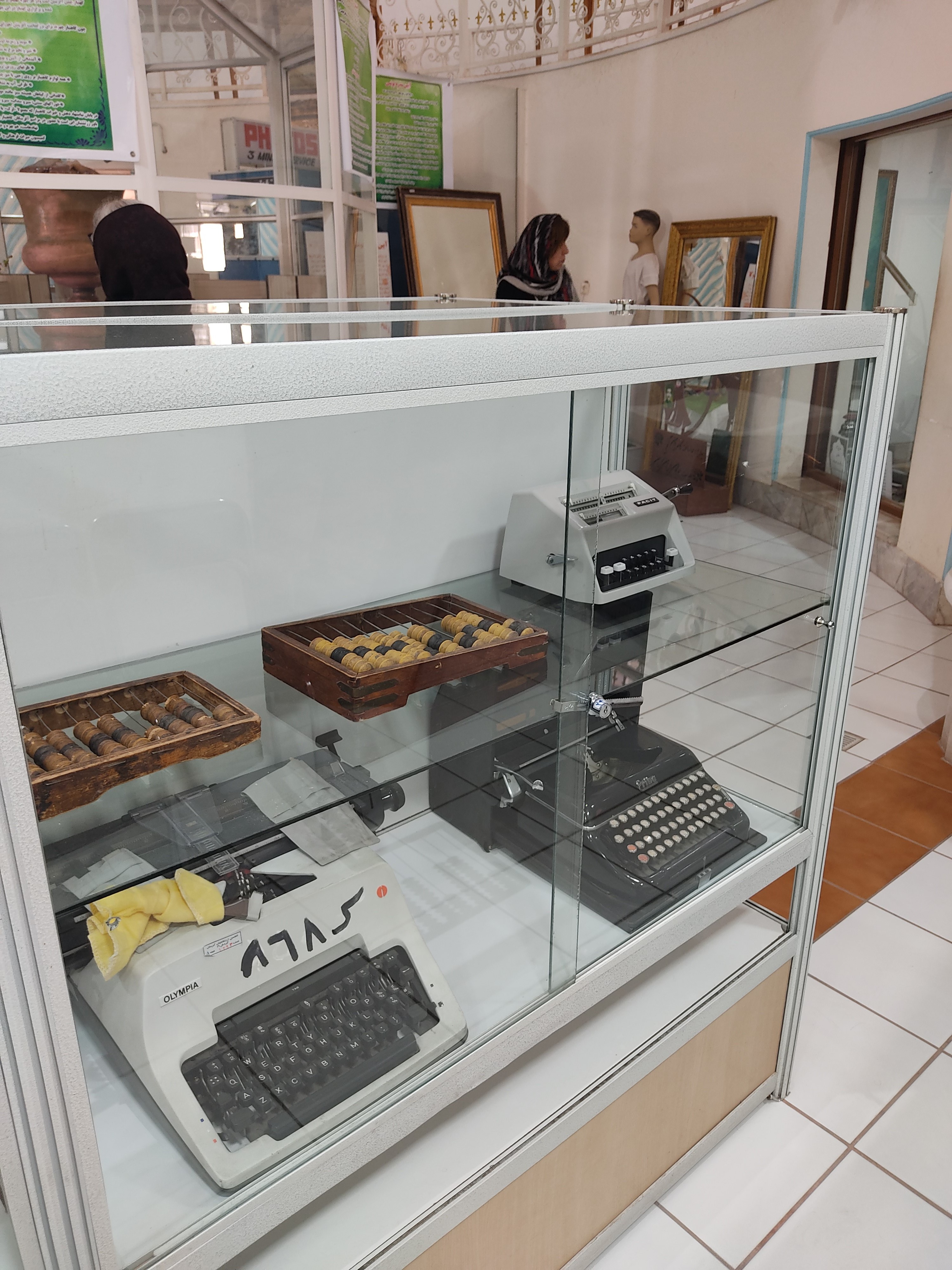
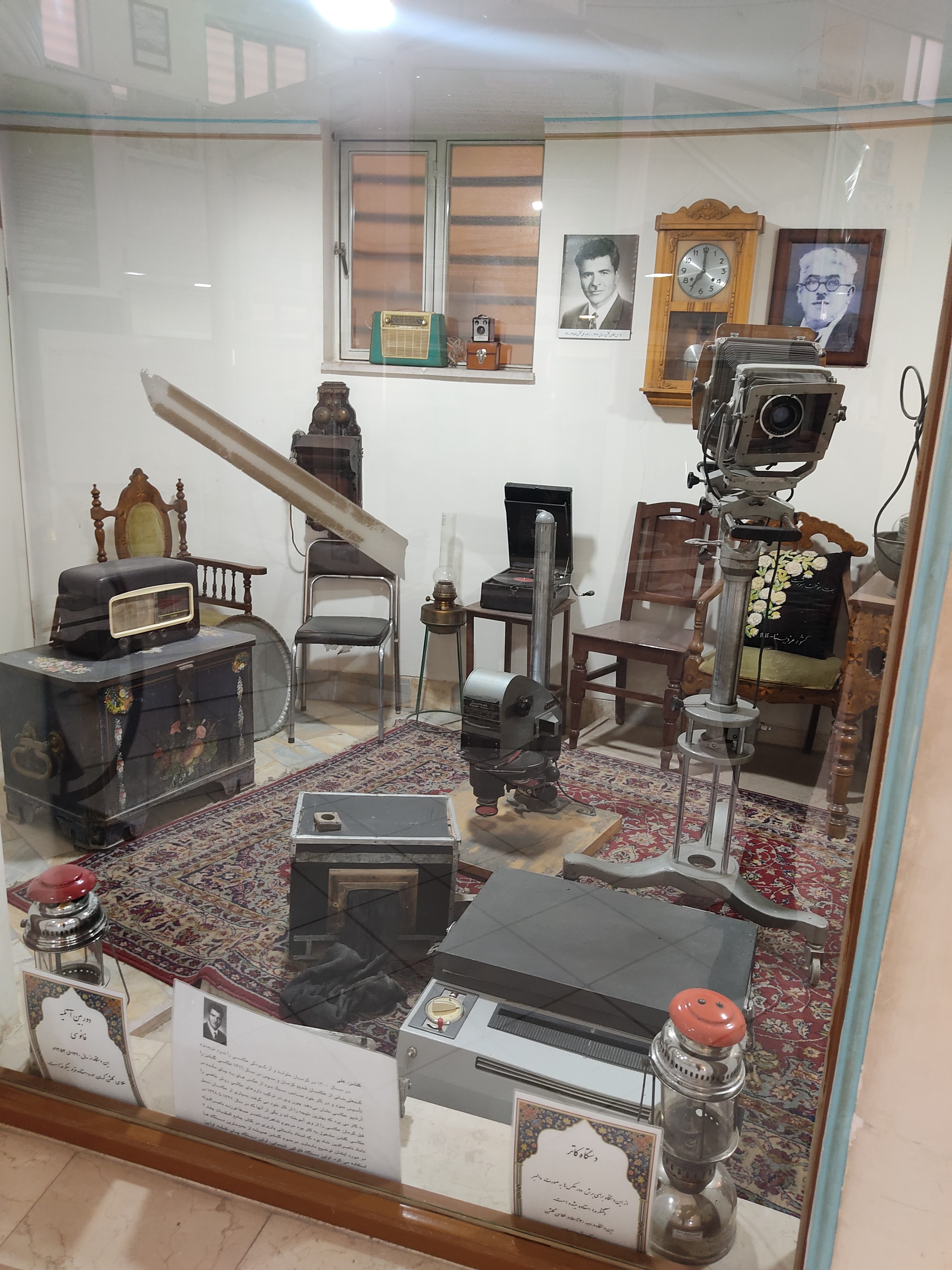
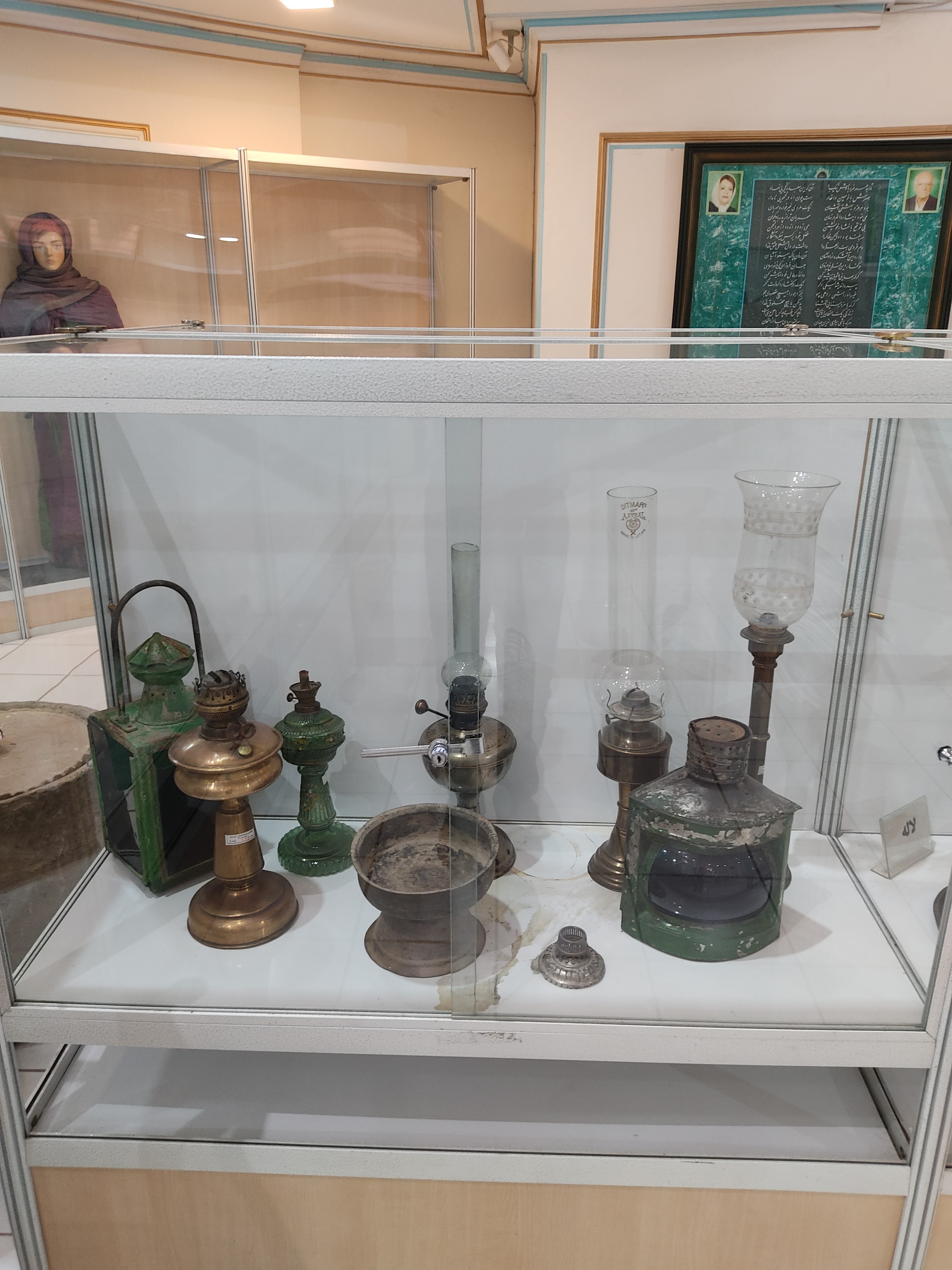
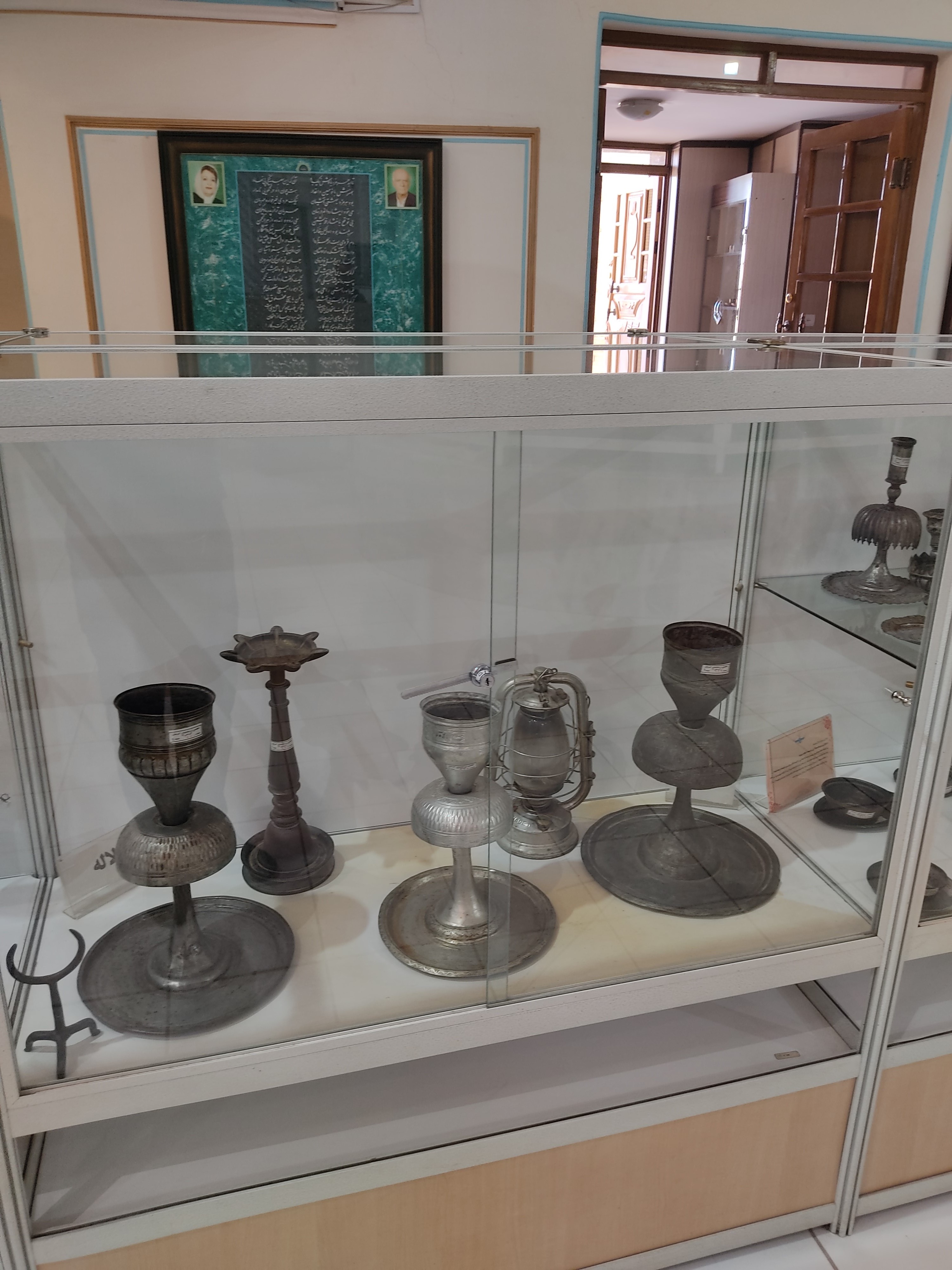
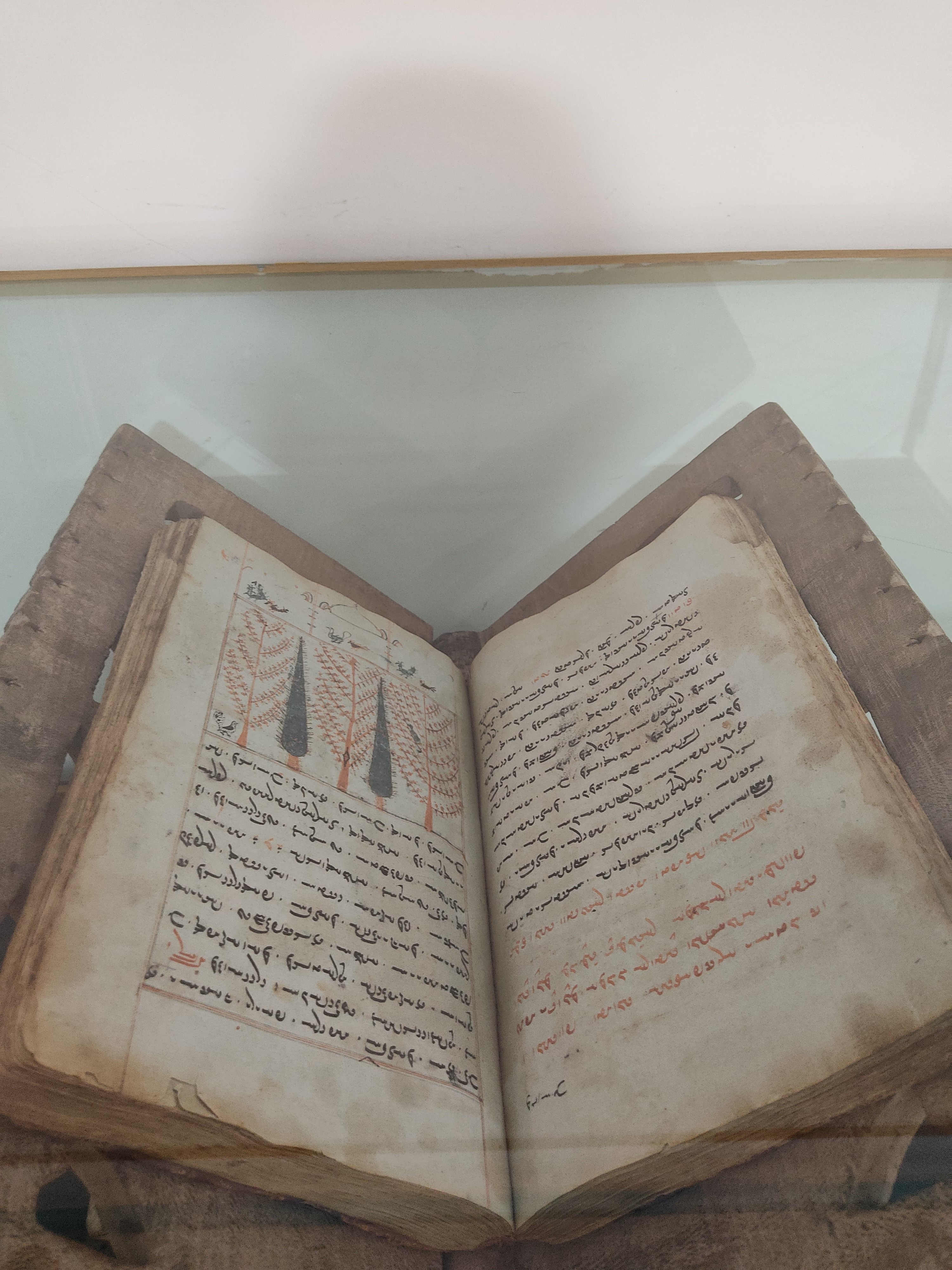
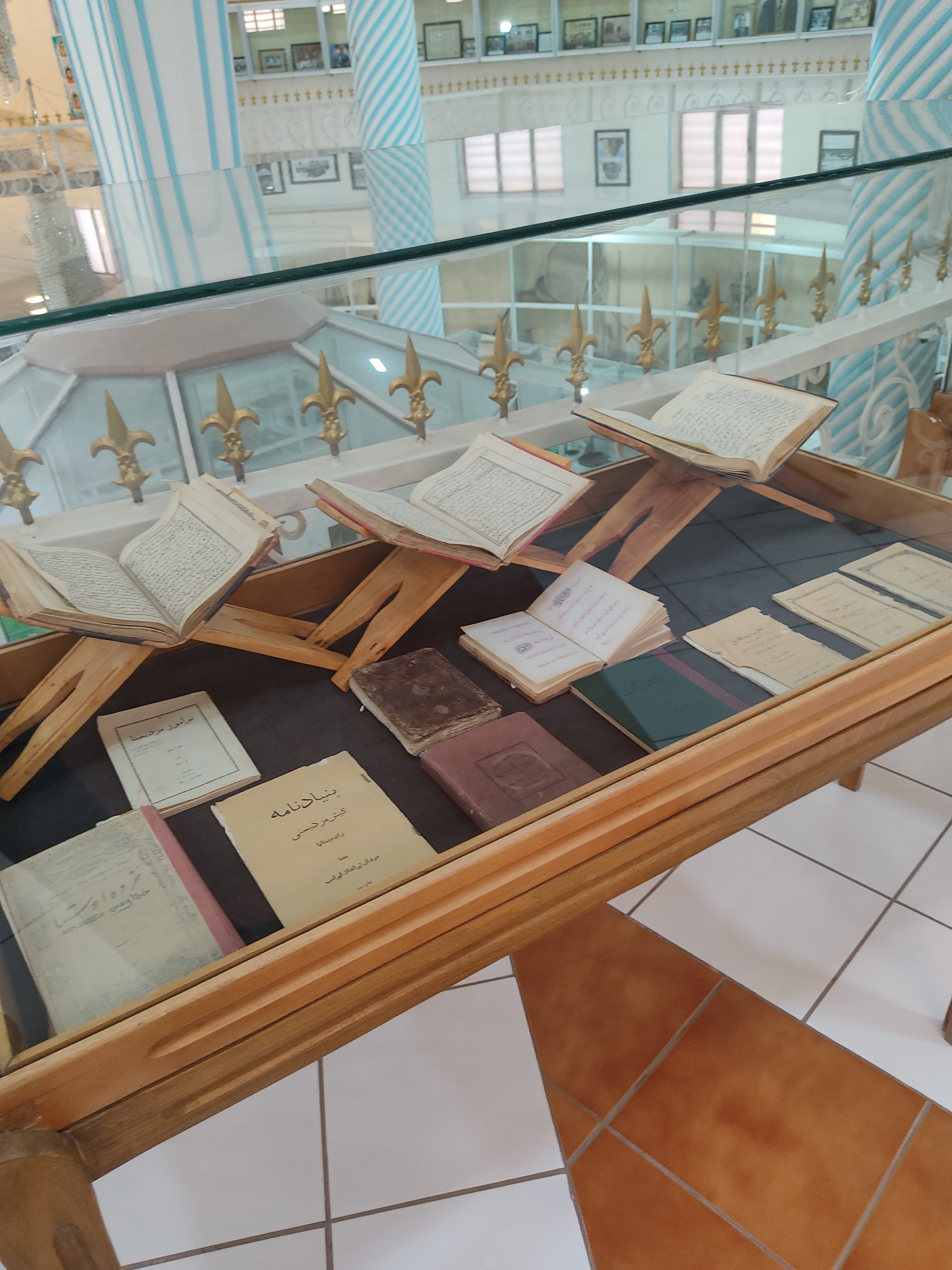
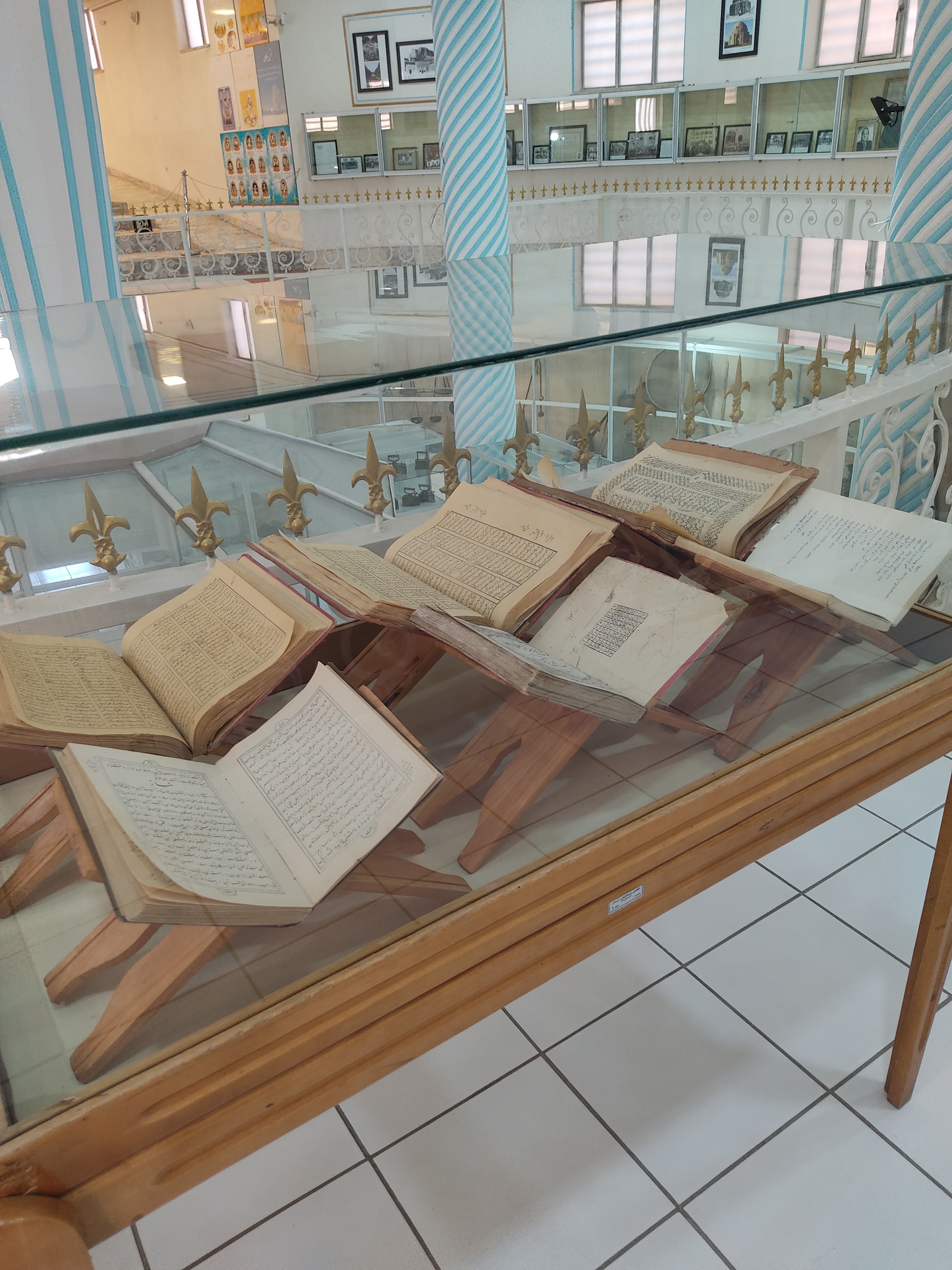
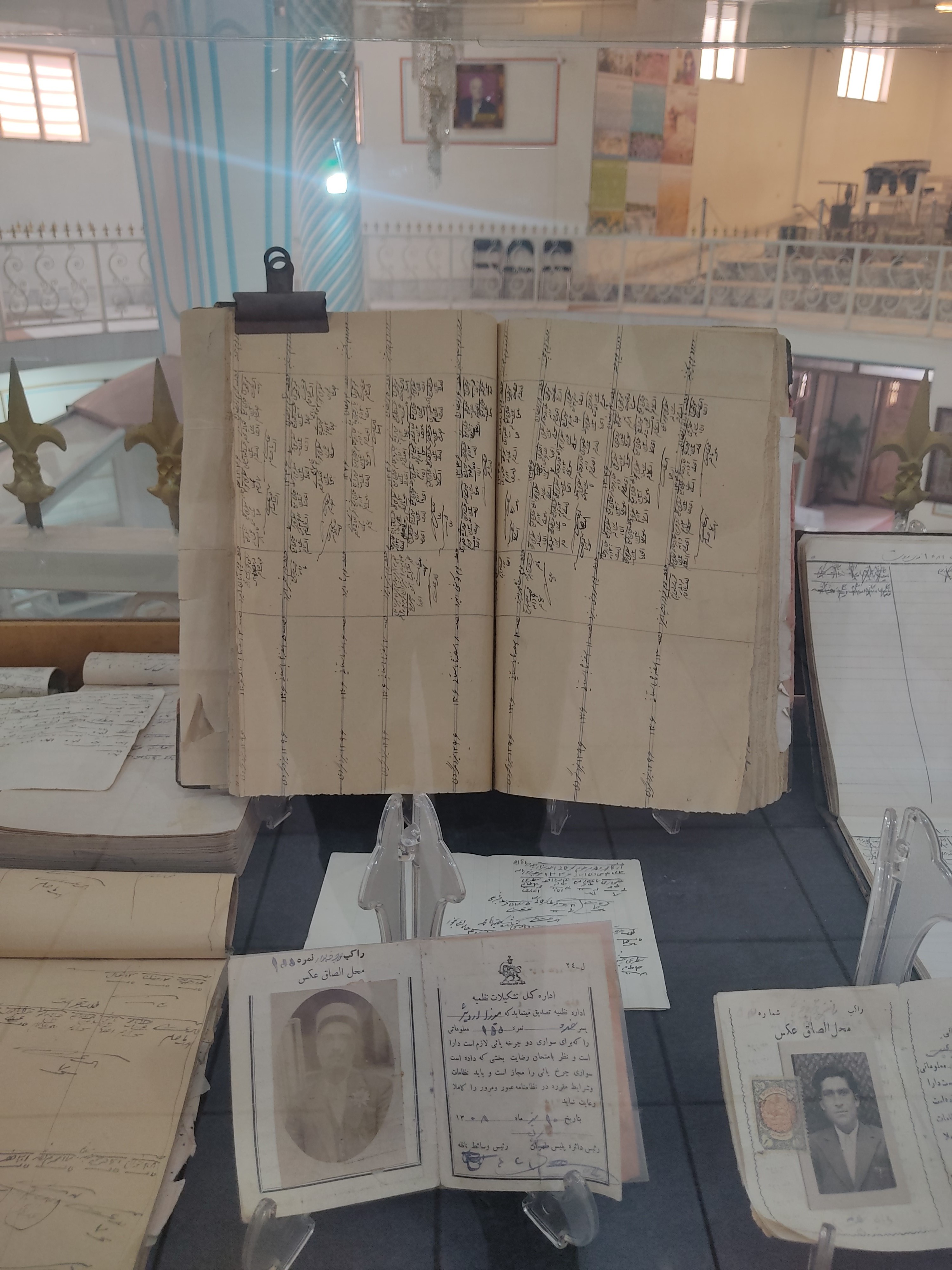
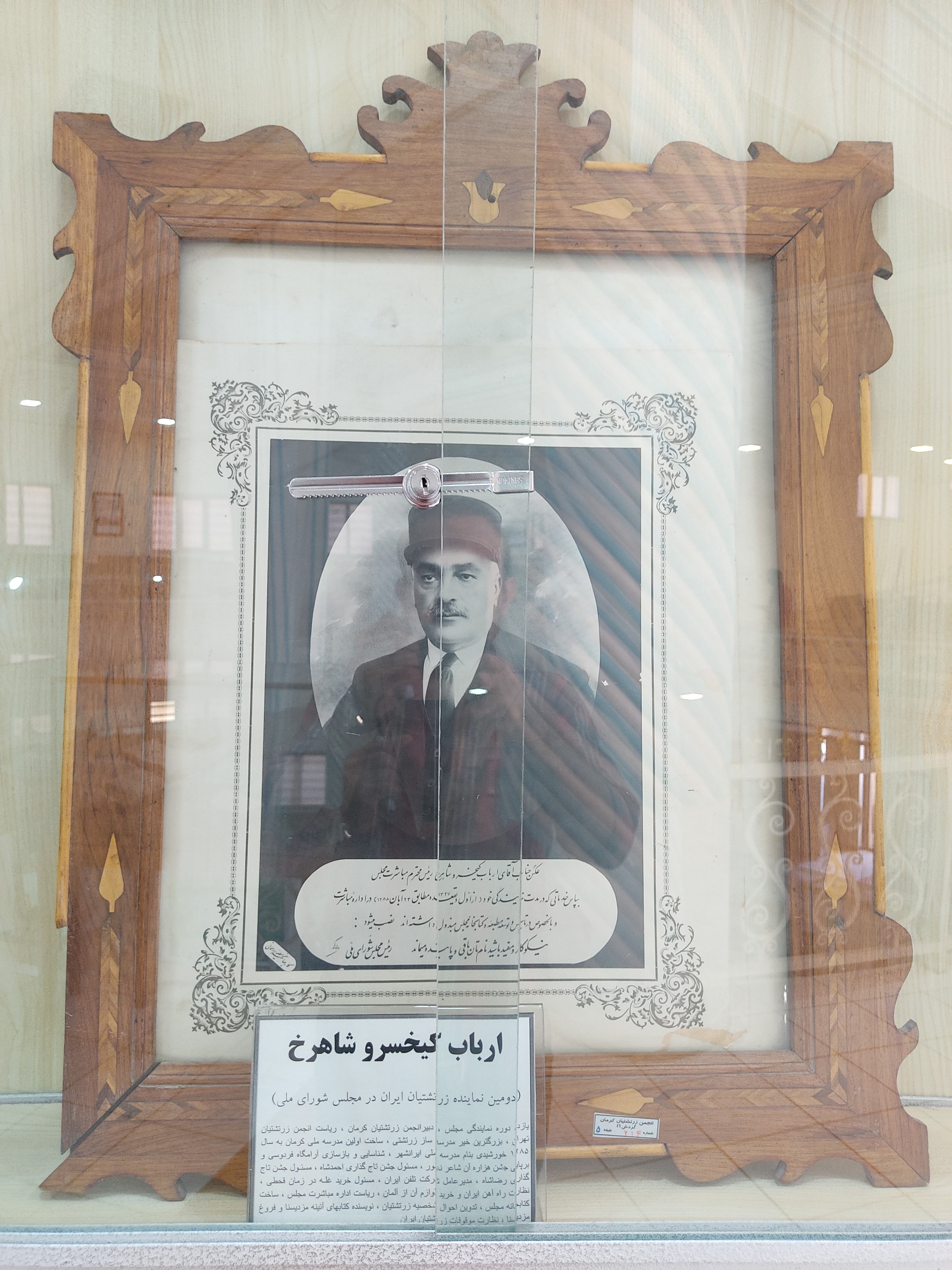
عکس کیخسرو شاهرخ
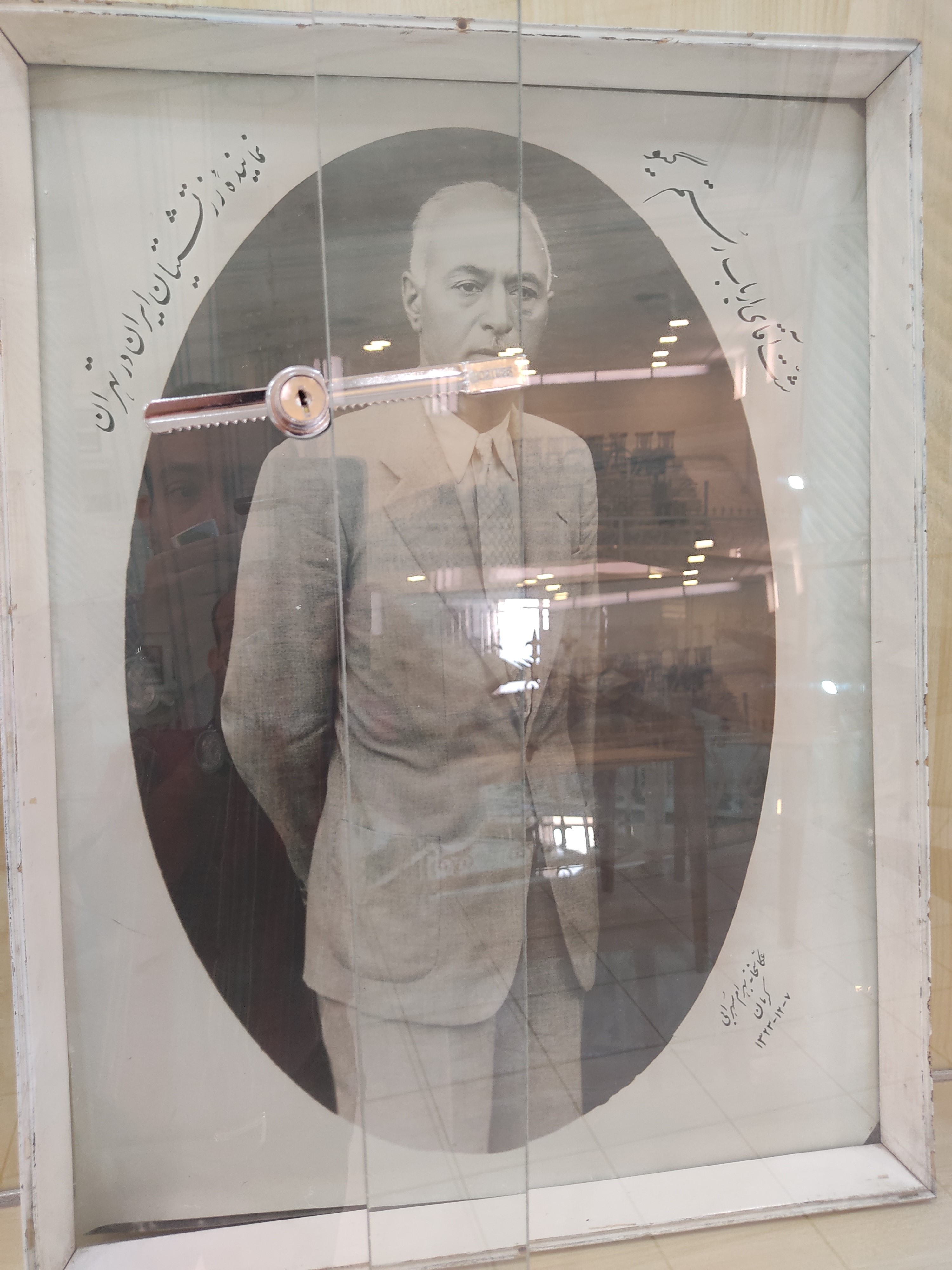
عکس رستم گیو
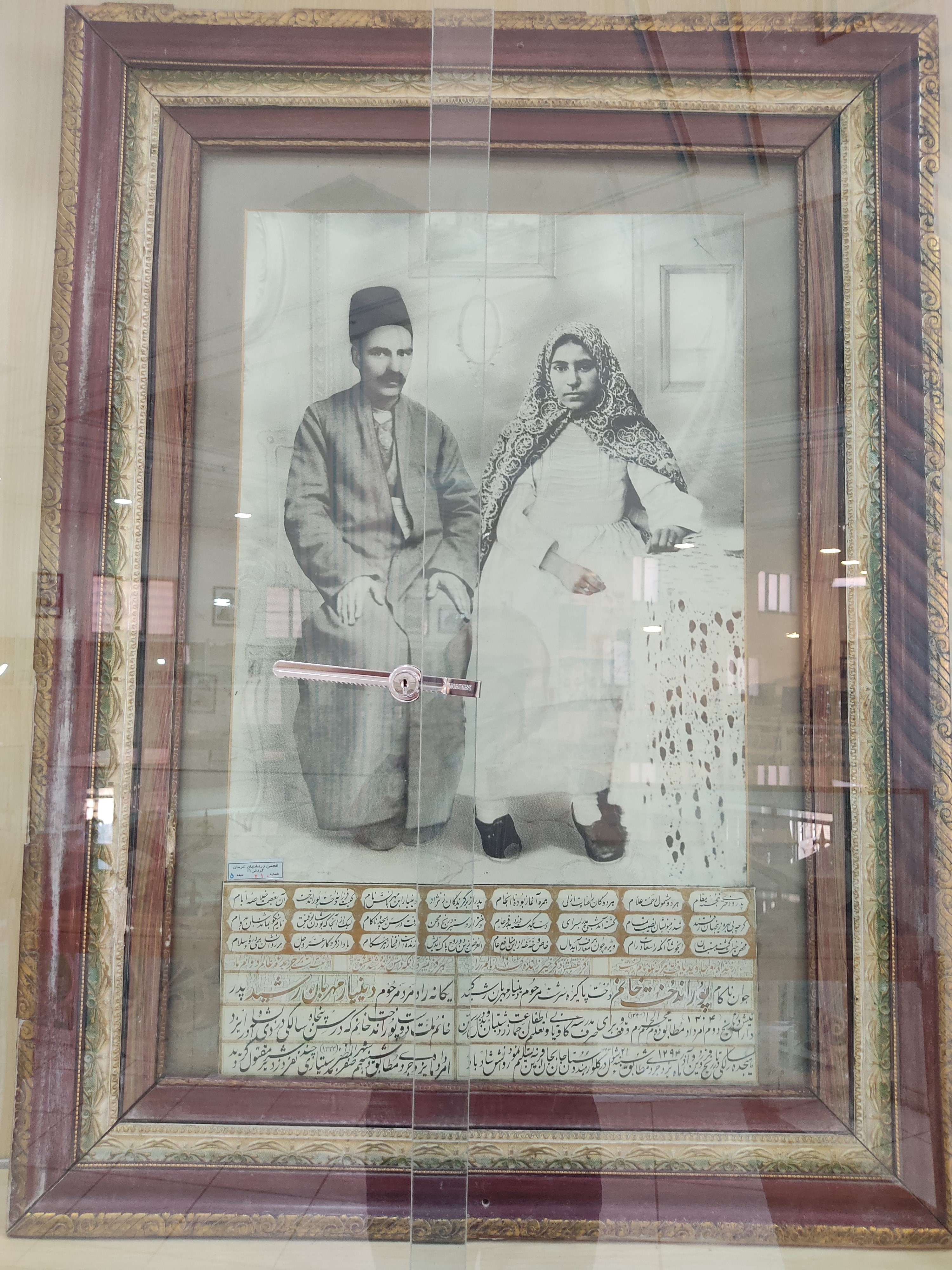
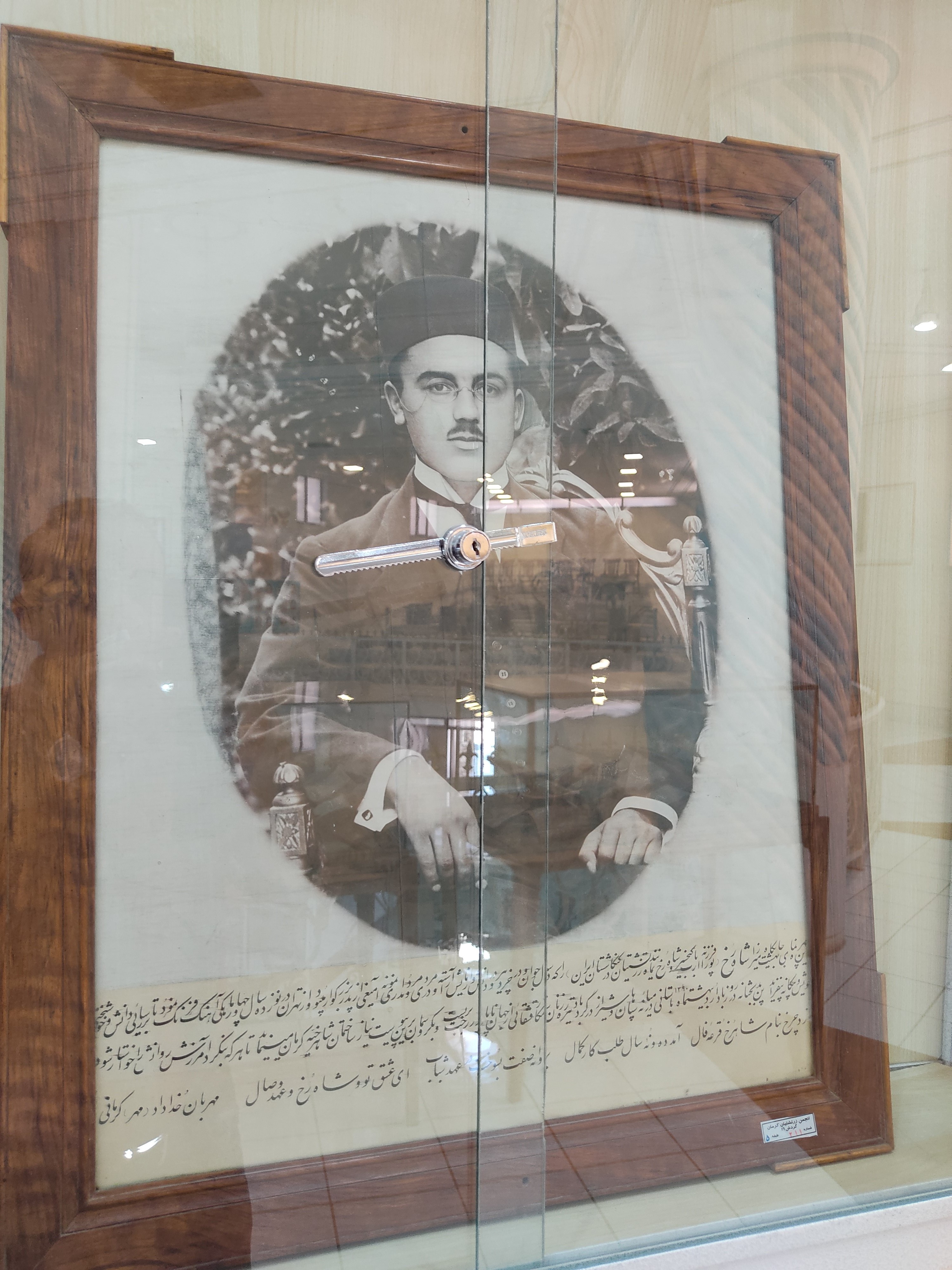